# Antillopsyche wrighti
Antillopsyche wrighti là một loài Trichoptera trong họ Dipseudopsidae. Chúng phân bố ở vùng Tân nhiệt đới.